# المجاعة في الهند

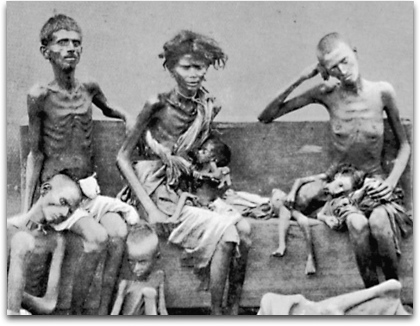

المجاعة في الهند لقد كانت المجاعة من سمات الحياة في شبه القارة الهندية، التي تشمل بلدان الهند وباكستان وبنغلادش خلال الحكم البريطاني. أدت المجاعات في الهند إلى مقتل أكثر من 60 مليون شخص في القرن الثامن عشر والتاسع عشر والعشرين. كانت المجاعات بالغة القسوة في بلاد الهند البريطانية وكان لها تأثيرات بعيدة المدى في البلاد في القرنين التاسع عشر والعشرين.
تعتمد الزراعة الهندية اعتمادًا كبيرًا على المناخ، فالرياح الموسمية الجنوبية الغربية تشكل أهمية كبيرة في توفير المياه لري المحاصيل. وقد أدى الجفاف مع فشل السياسات دوريًا إلى مجاعات كبرى في الهند، متضمنةً مجاعة البنغال عام 1770، ومجاعة شاليسا، ودوجي بارا، والمجاعات الكبرى بين عامي 1876- 1878، ومجاعة البنغال عام 1943. أشار بعض المعلقين إلى تقاعس الحكومة البريطانية عاملًا مساهمًا بشدة في المجاعة حين كانت الهند تحت الحكم البريطاني. لم تحدث أي مجاعات في الهند منذ عام 1943، باستثناء المجاعة البنغالية المرتبطة بتعقيدات الحرب العالمية الثانية. حددت قوانين المجاعة الهندية عام 1883 تحسين النقل والتبادل بعد الاستقلال تعزيزًا للمساعدة في المجاعة. كان العمال الزراعيون والريفيون والحرفيون الضحايا التقليديين للمجاعات الهندية. يتأثر المزارعون أيضًا في ظل ظروف المجاعات. ولم تفيد السكك الحديدية التي بُنيت لتحقيق الأهداف التجارية ولتصدير الحبوب الغذائية وغيرها من المواد الزراعية إلا في الظروف الاقتصادية الحرجة التي مرت بها البلدان أوقات المجاعات. مع ذلك، بحلول القرن العشرين، ساعد امتداد السكك الحديدية على يد البريطانيين في وضع حد للمجاعات الهائلة في أوقات السلم.
كانت المجاعة الأخيرة الكبرى هي مجاعة البنغال عام 1943. وقعت مجاعة في ولاية بيهار في يناير عام 1966 على نطاق أصغر بكثير، حيث توفرت المساعدات الداخلية وكانت الوفيات أقل نسبيًا. يُعد جفاف ماهاراشترا 1970-1973 مثالًا استخدمت فيه عمليات ناجحة لمنع المجاعة. تمتلك الهند ربع من يعانون نقص التغذية في العالم، ما يجعلها محورًا رئيسيًا للتركيز على معالجة الجوع على نطاق عالمي. ففي العقدين الماضيين تضاعف نصيب الفرد من الدخل إلى أكثر من ثلاثة أضعاف، لكن الحد الأدنى من الغذاء قد انخفض.

## الهند في العصور القديمة والوسطى وما قبل الاستعمار
ترجع إحدى أقدم الدراسات حول الإغاثة في المجاعات إلى أكثر من 2000 سنة. تُنسب هذه الدراسة عادةً إلى كوتيليا المعروف أيضًا باسم فيسنوغوبتا، الذي ذكر أن الملك الجيد يجب أن يبني حصونًا جديدة ومشاريع مائية وأن يشارك مؤنه مع الناس، أو يعهد بالبلد إلى ملك أخر. تاريخيًا، استخدمت القوانين الهندية عدة طرق لإغاثة المجاعة. نُفذ بعضها مباشرةً، كتوزيع الحبوب الغذائية مجانًا وبناء مخازن للحبوب وتوفير الطعام للناس. كانت الإجراءات الأخرى تتعلق بالسياسة النقدية مثل الإعفاءات الضريبية وسداد الديون. تضمنت الإجراءات الأخرى تشييد المنشآت العامة وشق القنوات وإقامة السدود وحفر الآبار. دعا كوتيليا لاستغلال مؤونة الأغنياء في أوقات المجاعة من طريق زيادة الضرائب. المعلومات المتوفرة عن المجاعات من الهند القديمة حتى زمن الاستعمار تأتي من 5 مصادر:
1. الروايات الأسطورية الشفهية التي نقلت ذكرى المجاعات.
2. الأدب القديم المقدس، مثل قصص فيداس جاتاكا وقصص أرثاشاسترا.
3. النقوش على الحجر والمعادن تضمنت الكثير من المعلومات عن المجاعات قبل القرن الـ 16.
4. كتابات المؤرخين المسلمين في الهند خلال حكم سلطنة مغول الهند.
5. كتابات المقيمين الأجانب في الهند من أمثال ابن بطوطة وفرنسيس كسفاريوس.

تُسجل إمبراطورية أشوكان القديمة لماوريان منذ 269 قبل الميلاد غزوة إمبراطورية أسوكا لكالينغ، في دولة أوديشا الحديثة. وتشير النقوش على الأحجار والأعمدة إلى الخسائر البشرية الهائلة إلي بلغت نحو مئة ألف نتيجة الحرب. سُجل أن عدد أكبر من ذلك لقي حتفه نتيجة الإصابات والمجاعة. يشير الأدب الهندي إلى مجاعة حدثت في القرن السابع بسبب عدم هطول الأمطار في ثانجافور. وفقًا لبورنام، ساعد لورد شيفا التاميلية قديس سمباندروابر على توفير الإغاثة من المجاعة. سُجلت المجاعات الأخرى في نفس المنطقة على نقوش مع بعض التفاصيل مثل دمار القرى ونقص المحاصيل الغذائية عام 1054. المجاعات المذكورة في الروايات الشفهية هي فقط داداسافارشا في جنوب الهند ودورجاديفي في ديكان 1396-1407. المصادر الرئيسية للمجاعات في هذه الفترة غير مكتملة.
تمتعت أسرة توغلا الحاكمة تحت حكم محمد بن توغلوك بالسلطة طيلة فترة حكم أسرة دلهي 1335-1342. ولم تقدم السلطة أي مساعدة لسكان دلهي الجوعى خلال فترة المجاعة. شملت المجاعات ما قبل الاستعمار مجاعات داماجيبانت عام 1460 والمجاعات في الفترة 1520-1629. سببت مجاعات داماجيبانت الدمار لكل من الأجزاء الشمالية والجنوبية من ديكان. كانت المجاعة 1629-1632 في ديكان وغوجارت إحدى أسوأ المجاعات في تاريخ الهند، عام 1631 لقى نحو 3 ملايين شخص حتفهم في غوجارت ومليون شخص في ديكان. لم تقتل المجاعة الفقراء فحسب بل الأغنياء كذلك. ضربت أكثر المجاعات ديكان خلال أعوام 1655 و1682 و1884. قتلت المجاعات الأخرى خلال الأعوام 1702-1704 أكثر من مليوني شخص. أقدم مجاعة موثقة في ديكان هي مجاعة دوجي بارا عامي 1791- 1792.  وقد قدم الحاكم بيشوا ساوي مادافرو المساعدة بفرض قيود على تصدير الحبوب، واستيراد الأرز بكميات كبيرة من البنغال، مع ذلك فإن الأدلة على فعالية جهود الإغاثة الحقيقية في فترة حكم المغول محدودة جدًا.
وفقا لمشتاق أ. كاو، التدابير التي استخدمها الحكام المغول والأفغان لمكافحة المجاعة في كشمير لم تكن كافية بسبب العوائق الجغرافية والفساد الإداري المستشري عند المغول. لم يتخذ المسئولون المغول أي إجراءات طويلة الأمد لمكافحة المجاعات في كشمير، ساهم نظام الضرائب العقارية في حدوث المجاعات إذ أدى إلى حرمان الفلاحين من محاصيلهم، وحرمانهم من فرصة زيادة مخزونهم.

## الحكم البريطاني
شهد أواخر القرن الثامن عشر والقرن التاسع عشر تزايد حدوث المجاعات الشديدة. قُتل الملايين ما بين أعوام 1850-1899 خلال المجاعات الـ 24 الكبرى. كانت هذه المجاعات سيئة كفاية كي تترك تأثيرًا واضحًا في النمو السكاني على المدى الطويل في البلاد، خاصة في الفترة 1871-1921. في المجاعة البنغالية الأولى عام 1770، أشارت التقديرات إلى أن عدد القتلى بلغ نحو ثلث سكان المنطقة، أي نحو 10 ملايين شخص، ولكن التقديرات الفعلية تشير إلى أن العدد يبلغ في حقيقته نحو مليونيّ شخص. وقد تسببت المجاعات في انخفاض دخل شركة الهند الشرقية بنحو 174,300 جنيه إسترليني في الفترة 1770-1771. ونتيجة لهذا انخفض مخزون شركة الهند الشرقية بشدة. اضطرت الشركة إلى الحصول على قرض بقيمة مليون جنيه من بنك إنجلترا، لتمويل الميزانية العسكرية السنوية التي تتراوح من 60 ألف إلى مليون جنيه إسترليني.
لاحقًا بُذلت محاولات لإخفاء تأثر الدخل بالمجاعات، لكن هذا كان ممكنًا فقط لأن المجموعة كانت مطابقة بشدة لمعاييرها السابقة. عام 1901 كشفت لجنة المجاعات حدوث 12 مجاعة وندرة شديدة بين عامي 1765-1885.